# Macrophya militaris

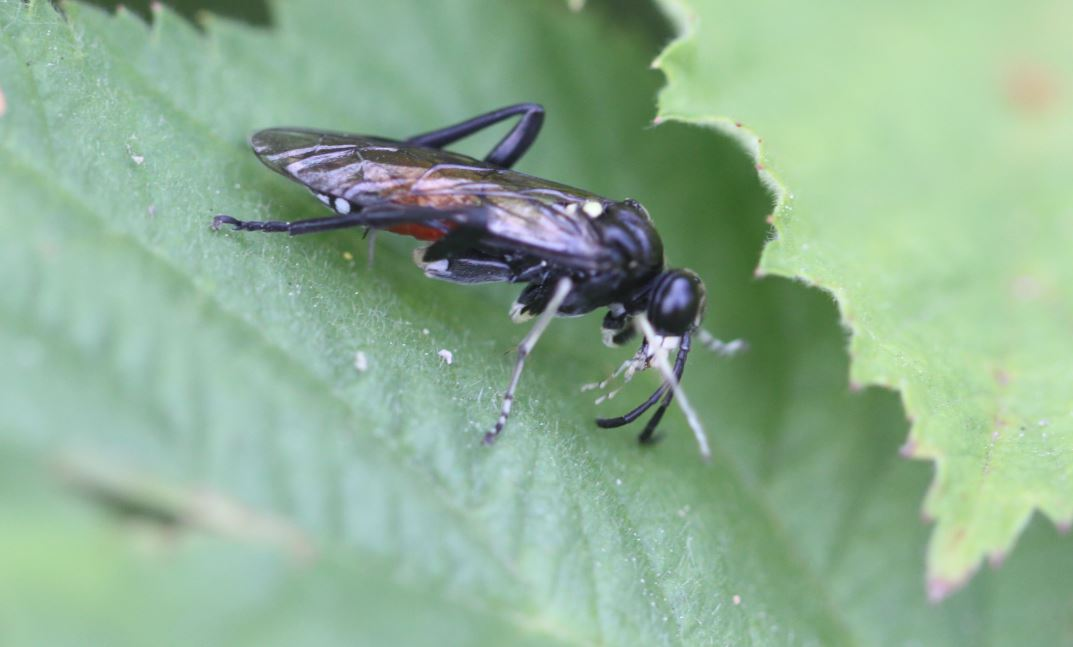
Macrophya militaris, Weibchen

Macrophya militaris ist eine Pflanzenwespe aus der Familie der Echten Blattwespen (Tenthredinidae).

## Merkmale
Die Art erreicht eine Körperlänge von 11 bis 13 Millimeter. Die Grundfarbe der Pflanzenwespen ist schwarz.
Das Weibchen lässt sich wie folgt beschreiben: Der Kopf ist schwarz. Lediglich der Clypeus, das Labrum und ein Großteil der Mandibeln sind gelblich. Der Thorax ist überwiegend schwarz. Das Scutellum, das Post-Scutellum, ein Teil der Tegulae sowie die äußersten Winkel des Pronotums sind weiß. Die Flügel sind leicht verdunkelt. Die Flügeladern und das Pterostigma sind braun. Die vorderen und mittleren Tarsenglieder sind überwiegend gelb. Die Rückseite der Femora, der Tibien und der vorderen und mittleren Tarsen ist schwarz. Die hinteren Tarsenglieder sind vollständig schwarz. Die Trochanter, die Basis der Femora sowie häufig ein Fleck vor den Enden der Tibien sind weiß. Die Coxae sind schwarz. Es können jedoch die Coxae der vorderen und mittleren Beine einen weißen Scheitel besitzen. Der Hinterleib ist überwiegend schwarz. Das 3. bis 5. Hinterleibssegment ist rötlich gefärbt. Das 6. und 7. Tergit besitzt seitlich jeweils einen weißen Fleck.
Bei den Männchen ist das Scutellum weiß gefleckt. Das erste Hintertarsenglied ist schwarz, die übrigen Glieder weiß. Die vorderen und mittleren Femora weisen auf der Rückseite eine schwarze Strichzeichnung auf.

## Verbreitung
Macrophya militaris ist in Mittel- und Südeuropa verbreitet. Die Art fehlt auf den Britischen Inseln und in Skandinavien.

## Lebensweise
Die Pflanzenwespen erscheinen im Mai. Man beobachtet sie häufig an Hecken. Als Nahrungspflanzen der Larven werden Brombeeren, Himbeere, Wald-Erdbeere (Fragaria vesca) und Hunds-Rose (Rosa canina) genannt. Die Larven fressen an den Blättern dieser Pflanzen.